# Корсиканська порода
Корсиканська порода (фр. Corse) — порода великої рогатої худоби м'ясного напрямку продуктивності, що поширена на острові Корсика у Франції. До корсиканської породи відносять близько 13 000 голів худоби з 40 000 тих, що утримуються на острові, однак чистопородної корсиканської худоби налічується значно менше і з 2013 року породу віднесено до категорії порід, що перебувають під загрозою зникнення.

## Історія
Найдавніші письмові згадки про корсиканську худобу відносяться до 18 століття. В минулому корсиканська худоба використовувалася головно як тягло у господарствах, що спеціалізувалися на вирощуванні зернових. Крім того, корови давали молоко для домашнього споживання.

## Опис
Масть тварин має широкий діапазон варіантів, вона може бути чорна, червона, палева, майже біла (інколи димчаста), сіра, часто з білими плямами. Різномаїття забарвлення корсиканської худоби говорить скоріше про те, що вона не зазнала селекційного поліпшення свох природних якостей, аніж про якість якихось схрещувань. Вважається, що порода належить до гілки бурої худоби, поширеної у Північній Африці. Худоба невеликого розміру, середній зріст бугаїв становить 120 см, корів — 115 см, жива маса бугаїв — 350 кг (550 кг), корів — 280 кг. Припускається, що існує три підтипи породи: карликовий (тварини короткорогі, висота в холці 100 см, маса 150 кг), середнього розміру (зріст 110—115 см, маса 250—300 кг), нормального розміру, що мають зріст 125 см.
Чистокровні корсиканські корови наразі трапляються переважно у гірській місцевості, в той час як на рівнинах корсиканських корів з 1950-х років схрещували з бугаями порід лімузин, обрак, шароле. До корсиканської породи відносять близько 13 000 голів худоби з 40 000 тих, що утримуються на острові Корсика. Однак, попереднє дослідження, проведене в 2013 році визначило, що тільки 700 корів є чистопородними, тому породу офіційно визнано як таку, що знаходяться під загрозою зникнення. Кращі корсиканські корови, що їх розводять у горах, дозволяють відновити стада чистопородних корсиканських корів на рівнинах.
Велика кількість досліджень генотипу корсиканської худоби у лабораторіях Національного інституту сільськогосподарських досліджень в Жуї-ан-Жозас і Корте показали велику оригінальність корсиканської породи порівняно з всіма іншими французькими породами великої рогатої худоби.
Худоба має м'ясний напрям продуктивності. Корови використовуються для підсисного вирощування телят до 10-12 місяців.

## Поширення
Худоба корсиканської породи поширена переважно на острові Корсика, обмежено її розводять також у кількох інших департаментах на півдні Франції. У 2014 році корсиканських корів утримували щонайменше у 511 господарствах.

## Виноски
1. 1 2 3 4 5  Corse. // Valerie Porter, Lawrence Alderson, Stephen J.G. Hall, D. Phillip Sponenberg (2016). Mason's World Encyclopedia of Livestock Breeds and Breeding [Архівовано 21 грудня 2016 у Wayback Machine.] (sixth edition). Wallingford: CABI. — P. 159. ISBN 9781780647944. (англ.)
2. 1 2 3 4 5 6 7 8 9  Race bovine Corse. Сайт "AgroParisTech" http://www.agroparistech.fr. UFR Génétique, élevage et reproduction (AgroParisTech) - France UPRA Sélection. septembre 2007. Архів оригіналу за 14 листопада 2016. Процитовано січень 2017. {{cite web}}: Зовнішнє посилання в |work= (довідка) (фр.)
3. ↑  Sophie Bourgeois (12 mai 2015). La race Corse est reconnue. Сайт "Réussir Bovins Viande" http://bovins-viande.reussir.fr. Архів оригіналу за 24 травня 2017. Процитовано січень 2017. {{cite web}}: Зовнішнє посилання в |work= (довідка) (фр.)
4. 1 2  Race bovine Corse. Сайт "Races de France" http://www.racesdefrance.fr. Maison Nationale des Éleveurs. Архів оригіналу за 4 травня 2016. Процитовано січень 2017. {{cite web}}: Зовнішнє посилання в |work= (довідка) (фр.)